# Campeonato Europeo de Judo de 1983
El XXXI Campeonato Europeo de Judo se celebró en dos sedes distintas: el campeonato masculino en París (Francia) entre el 12 y el 15 de mayo y el femenino en Génova (Italia) entre el 5 y el 7 de mayo de 1983 bajo la organización de la Unión Europea de Judo (EJU).

## Medallistas

### Masculino
| Evento            | Oro                     | Plata                         | Bronce                                                   |
| ----------------- | ----------------------- | ----------------------------- | -------------------------------------------------------- |
| –60 kg            | Jazret Tletseri URSS    | Andrzej Dziemianiuk · Polonia | Peter Jupke RFA Klaus-Peter Stollberg RDA                |
| –65 kg            | Thierry Rey Francia     | Jaroslaw Kříž Checoslovaquia  | Janusz Pawłowski · Polonia · Nikolai Solodujin · URSS    |
| –71 kg            | Richard Melillo Francia | Ezio Gamba · Italia           | Steffen Stranz RFA Karl-Heinz Lehmann RDA                |
| –78 kg            | Neil Adams Reino Unido  | Seppo Myllylä · Finlandia     | Andrzej Sądej · Polonia · Shota Jabareli · URSS          |
| –86 kg            | Vitali Pesniak URSS     | Peter Seisenbacher · Austria  | Mario Vecchi · Italia · Detlef Ultsch · RDA              |
| –95 kg            | Valeri Divisenko URSS   | Roger Vachon Francia          | Robert Van de Walle · Bélgica · Günther Neureuther · RFA |
| +95 kg            | Jabil Biktashev URSS    | Dimitar Zaprianov Bulgaria    | Alexander von der Groeben RFA Angelo Parisi Francia      |
| Categoría abierta | Angelo Parisi Francia   | Robert Van de Walle · Bélgica | Juha Salonen · Finlandia · Grigori Verichev · URSS       |

### Femenino
| Evento            | Oro                         | Plata                       | Bronce                                                           |
| ----------------- | --------------------------- | --------------------------- | ---------------------------------------------------------------- |
| –48 kg            | Karen Briggs Reino Unido    | Anna-Maria Valvano · Italia | Birgit Friedrich RFA Fabienne Boffin Francia                     |
| –52 kg            | Loretta Doyle Reino Unido   | Pascale Doger Francia       | Patricia Montaguti · Italia · Edith Hrovat · Austria             |
| –56 kg            | Gerda Winklbauer · Austria  | Regina Philips RFA          | Liesbeth Beeks · Países Bajos · Béatrice Rodriguez · Francia     |
| –61 kg            | Ann Hughes Reino Unido      | Gabi Ritschel RFA           | Martine Rottier · Francia · Herta Reiter · Austria               |
| –66 kg            | Laura Di Toma · Italia      | Dawn Netherwood Reino Unido | Alexandra Schreiber · RFA · Gertrude Kranzl-Kobler · Austria     |
| –72 kg            | Ingrid Berghmans · Bélgica  | Véronique Vigneron Francia  | Barbara Claßen · RFA · Karin Posch · Austria                     |
| +72 kg            | Maria Teresa Motta · Italia | Natalina Lupino Francia     | Marjolein van Unen · Países Bajos · Helen Wantling · Reino Unido |
| Categoría abierta | Ingrid Berghmans · Bélgica  | Maria Teresa Motta · Italia | Barbara Claßen · RFA · Karin Posch · Austria                     |

## Medallero
| Núm. | País           | Oro | Plata | Bronce | Total |
| ---- | -------------- | --- | ----- | ------ | ----- |
| 1    | Reino Unido    | 4   | 1     | 1      | 6     |
| 2    | URSS           | 4   | 0     | 3      | 7     |
| 3    | Francia        | 3   | 4     | 4      | 11    |
| 4    | Italia         | 2   | 3     | 2      | 7     |
| 5    | Bélgica        | 2   | 1     | 1      | 4     |
| 6    | Austria        | 1   | 1     | 5      | 7     |
| 7    | RFA            | 0   | 2     | 8      | 10    |
| 8    | Polonia        | 0   | 1     | 2      | 3     |
| 9    | Finlandia      | 0   | 1     | 1      | 2     |
| 10   | Bulgaria       | 0   | 1     | 0      | 1     |
| 10   | Checoslovaquia | 0   | 1     | 0      | 1     |
| 12   | RDA            | 0   | 0     | 3      | 3     |
| 13   | Países Bajos   | 0   | 0     | 2      | 2     |
|      | TOTAL          | 16  | 16    | 32     | 64    |